# Дамян Яков (издателство)
Издателство „Дамян Яков“ е частно издателство в България, основано през 1992 година от Дамян Яков и Маруся Якова. Годишно на книжния пазар издателството представя около 80 нови заглавия. Повече от 650 нови заглавия и голям брой преиздания са публикувани с марката „Дамян Яков“.
Съосновател и член на Асоциация „Българска книга“. Директорът на издателството е бил и Председател на АБК.

## Издания
- Теория на икономиката и глобализацията. Тази серия включва някои от авторите–класици на теория на икономиката като: Милтън Фридман и Джон Кенет Гълбрайт, както и други по-млади автори: Пол Кругман, Еманюъл Савас, Томас Л. Фрийдман, Робърт Гилпин, Бринк Линдзи;
- Социология, психология, популярна психология и философия: Дейвид А. Кипър, Барбара Де Анджелис, Серж Московичи, Питирим Сорокин, Бенджамин Хоф, Юстайн Гордер;
- Българска история – Михаил Маджаров, Петър Мутафчиев, Ст. Грънчаров;
- Театрална критика, портрети на известни театрални творци и история на българския театър;
- Книги за деца от български и чужди автори като: Туве Янсон, Михаел Енде, Бранислав Нушич, Лиман Франк Баум, Алфонс Доде, Александър Дюма, Чарлз Дикенс, Ено Рауд, Робърт Луис Стивънсън, Карло Колоди, Даниел Дефо, Марк Твен, Джеймс Матю Бари, Джонатан Суифт, Вацлав Чтвъртек, Ханс Кристиан Андерсен, Шарл Перо, Братя Грим, Джералд Даръл и много други;
- Учебна и учебно-помощна литература в помощ на учениците от 1. до 12. клас;
- Справочна литература – речници и разговорници; енциклопедични справочници.
- Криминална поредица „Retro cryme“ – Джеймс Хадли Чейс, Реймънд Чандлър, Мики Спилейн;
- Литературна класика – Иля Илф и Евгений Петров, Аркадий и Борис Стругацки, Джеръм Дейвид Селинджър, Андрей Платонов.

Сред съвременните български автори, публикувани от издателството, са Михаил Неделчев, Севелина Гьорова, Владимир Атанасов, Асен Сираков, Ивайло Петров, Леда Милева, Дамян Дамянов, Михаил Белчев, Мая Дългъчева, Яна Добрева, Надя Кехлибарева и Петя Александрова.

## Награди
За дейността си издателството е отличено с множество награди и номинации, както и с годишната награда на Асоциацията на българските книгоиздатели „Бронзов лъв“ (2012) – за най-добър издателски проект и за най-добре издадени книги.